# Ich habe genug
Ich habe genug (BWV 82, BC A169a) is een religieuze cantate gecomponeerd door Johann Sebastian Bach voor Maria-Lichtmis. Bach gebruikte overigens in de titel de oude Duitse spelling: genung.

## Programma

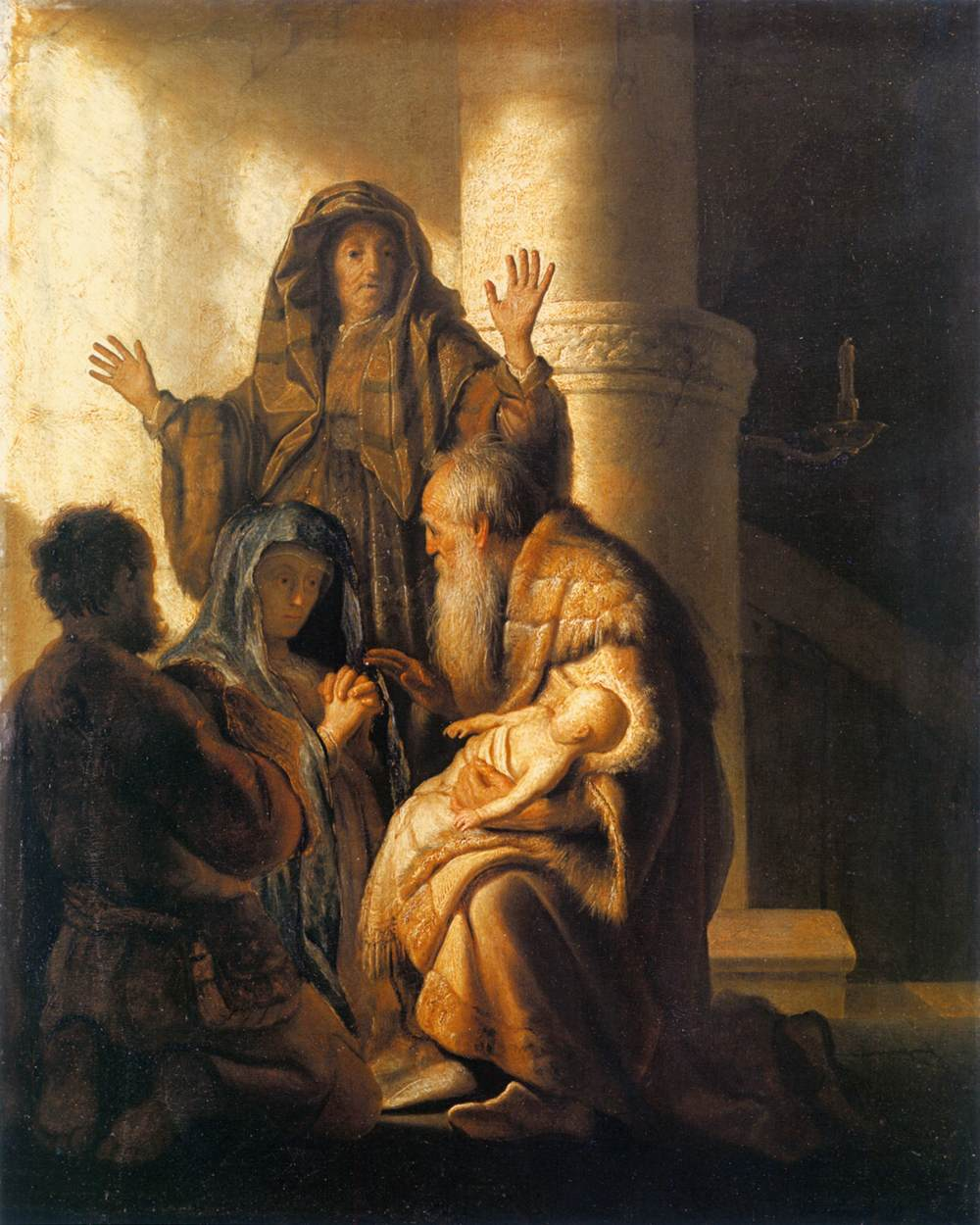
Simeon in de Tempel, Rembrandt Harmensz. van Rijn

De cantate is geschreven in Leipzig voor de feestdag Maria-Lichtmis (Festo Purificationis Mariae) op 2 februari 1727. Op Maria-Lichtmis wordt gevierd dat Maria 40 dagen na de geboorte van Jezus weer rein werd en – zoals de joodse wet voorschreef voor eerstgeboren zonen – haar zoon naar de tempel bracht om hem te laten zien aan de priesters en om rituele offers te brengen.
De tekst van de cantate is afgeleid van de Lofzang van Simeon, te vinden in Lucas 2 vers 25-35. In dit verhaal wordt verteld dat de oude priester Simeon de belofte had gekregen niet te zullen sterven voordat hij met eigen ogen de Messias had gezien. Nadat Maria Jezus aan hem toonde, sprak Simeon volgens de evangelist de woorden
Nu laat u, Heer, uw dienaar in vrede heengaan, zoals u hebt beloofd,
Want met eigen ogen heb ik de redding gezien die u bewerkt hebt ten overstaan van alle volken:
een licht dat geopenbaard wordt aan de heidenen en dat tot eer strekt van Israël, uw volk.
De teksten gaan over het vreugdevol uitzien naar de aanstaande dood en het eeuwige leven dat daarna wacht. In Bachs tijd en omgeving was het normaal om op zo'n manier over de dood te denken en de muziek van deze cantate is dan ook vrolijk van aard. De laatste aria "Ich freue mich auf meinem Tod" ("Ik verheug me op mijn dood") bijvoorbeeld heeft zelfs een dansachtig ritme.
Deze cantate behoort tot de derde cantatejaargang.

## Tekst
De cantate bestaat uit vijf delen
1. Aria: "Ich habe genug"
2. Recitatief: "Ich habe genug"
3. Aria: "Schlummert ein, ihr matten Augen"
4. Recitatief: "Mein Gott! Wenn kommt das Schöne: Nun!"
5. Aria: "Ich freue mich auf meinen Tod"

## Muzikale bezetting
De cantate is geschreven voor een kleine en sobere bezetting: alleen hobo, strijkers, basso continuo en een bas-solostem. Dit kwam doordat in 1727 Maria-Lichtmis op een zondag viel en Bach voor die datum twee cantates moest schrijven en bovendien de muzikanten en zangers moest delen.
Later maakte Bach een aantal variaties op deze cantate, waaronder BWV 82a (waarbij de hobo vervangen is door een fluit en de zang door een sopraan) en BWV 82b (voor alt).

## Selecte discografie
- 1969 - Karl Richter - Münchener Bach-Chor - Dietrich Fischer-Dieskau, baritone
- 1978 - Nikolaus Harnoncourt - Concentus Musicus Wien - Philippe Huttenlocher, bas
- 1983 - Helmuth Rilling - Bach-Collegium Stuttgart - Dietrich Fischer-Dieskau, bas
- 1984 - Max Pommer - Neues Bachisches Collegium Musicum Leipzig- Siegfried Lorenz, bas
- 1991 - Philippe Herreweghe - La Chapelle Royale - Peter Kooy, bas
- 1993 - Sigiswald Kuijken - La Petite Bande - Klaus Mertens, bas
- 1999 - Pieter Jan Leusink - Netherlands Bach Collegium - Bas Ramselaar, bas
- 1999 - René Verhoeff - Residence Baroque Orchestra - Bernard Kruysen, baritone
- 2000 - John Eliot Gardiner - English Baroque Soloists - Peter Harvey, bas
- 2001 - Ton Koopman - Amsterdam Baroque Orchestra & Choir - Klaus Mertens, bas